# Damar (Kansas)
Damar é uma cidade localizada no estado americano de Kansas, no Condado de Rooks.

## Demografia
Segundo o censo americano de 2000, a sua população era de 155 habitantes.
Em 2006, foi estimada uma população de 148, um decréscimo de 7 (-4.5%).

## Geografia
De acordo com o United States Census Bureau tem uma área de 0,5 km², dos quais 0,5 km² cobertos por terra e 0,0 km² cobertos por água.

## Localidades na vizinhança
O diagrama seguinte representa as localidades num raio de 28 km ao redor de Damar.